# Xã Matney, Quận Baxter, Arkansas
Xã Matney (tiếng Anh: Matney Township) là một xã thuộc quận Baxter, tiểu bang Arkansas, Hoa Kỳ. Năm 2010, dân số của xã này là 107 người.